# CrossOver
A CrossOver emulátor kétfajta kiadásban jelent meg: CrossOver szoftverek futtatására, és CrossOver játékok futtatására. Wine alapokon, egy kompatibilisítási listával ellátva adták ki. Windows programokat engedélyez futtatni Mac OS X és Linux rendszereken.

A CrossOver kezelőfelülete Mac OS X alatt.

GTA Vice City fut a CrossOver Mac alatt

## Futtatás, követelmények
2012. február 12-ei hivatalos adatok szerint:

### Tesztelt Linux-rendszerek
Ubuntu (10.04, 10.10, 11.04)
Debian (5.0, 6.0)
Red Hat Enterprise Linux Workstation 5 [1]
Fedora (12, 13, 14, 15) [2]

### Mac rendszerkövetelmény
120 MB szabad tárhely, Intel alapú Mac gép. Ajánlott a 10.5.x vagy efeletti rendszer, mivel a 10.4.x (Tiger) rendszerre a 10.x verzió feletti CrossOver nem telepíthető. 10.7.x (Lion) rendszerhez 10.1.x verziójú CrossOver szükséges.
Kompatibilitástáblázat:
| CrossOver Verzió | Tiger (10.4.x)   | Leopard (10.5.x) | Snow Leopard (10.6.x) | Lion (10.7.x)    |
| ---------------- | ---------------- | ---------------- | --------------------- | ---------------- |
| 10.1.x           | Nem Kompatibilis | Kompatibilis     | Kompatibilis          | Kompatibilis     |
| 10.x             | Nem Kompatibilis | Kompatibilis     | Kompatibilis          | Nem Kompatibilis |
| 9.x              | Kompatibilis     | Kompatibilis     | Kompatibilis          | Nem Kompatibilis |
| 8.x              | Kompatibilis     | Kompatibilis     | Kompatibilis          | Nem Kompatibilis |
| 7.x              | Kompatibilis     | Kompatibilis     | Nem Kompatibilis      | Nem Kompatibilis |
| 6.x              | Kompatibilis     | Kompatibilis     | Nem Kompatibilis      | Nem Kompatibilis |

Jelenleg a CrossOver Games verziójához is ugyanezek a követelmények.

## Külső hivatkozások
- CrossOver oldala
- CrossOver kompatibilisitási kereső